# Аргирова Триодь

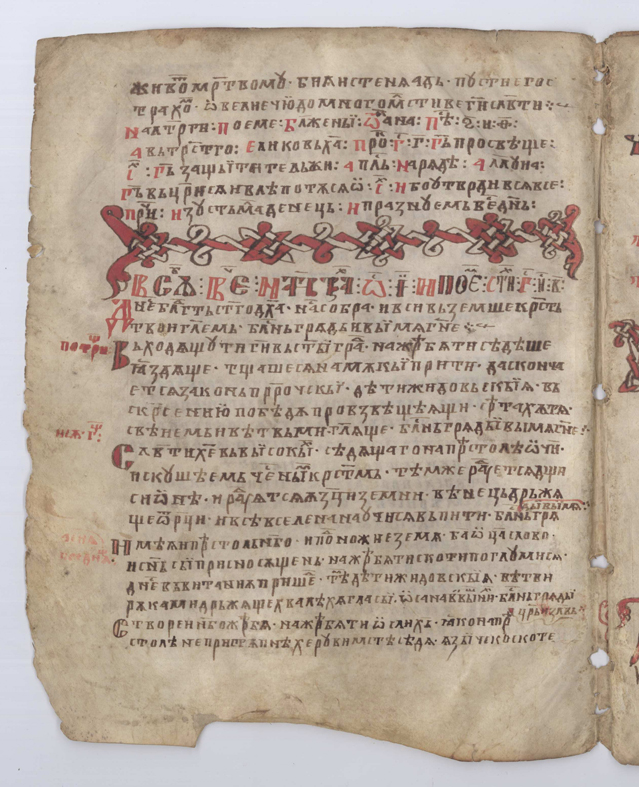
Аргирова Триодь

Аргирова Триодь (болг. Аргиров триод) — среднеболгарский литературный памятник конца XII — начала XIII века. Содержит постную и цветную триодь. Записана кириллицей, встречаются следы глаголицы, что считается особенностью памятников юго-запада Болгарии. Скорее всего, происходит из Охрида.
Триодь написана на пергаменте и представляет собой сохранившийся фрагмент большей рукописи. Содержит 58 листов с богослужебными текстами. Хранится в Национальной библиотеке Св. Кирилла и Мефодия в Софии под № 933. Рукопись подарил библиотеке Стоян Аргиров, в честь которого её и назвали.
Аргирова Триодь является ценным памятником истории болгарского языка. В ней встречаются как старинные языковые черты, так и новые фонетические и морфологические формы, отражающие особенности живой речи. Богослужебный текст сопровождается старинной певческой нотацией (невмами), записанной красными чернилами.
Предположительно, Аргирова Триодь была переписана с более старой глаголической рукописи.